# Єлшава (потік)
Єлшава (словац. Jelšava) — річка в Словаччині, права притока Орави, протікає в окрузі Дольни Кубін.
Довжина приблизно 5.1-5.3 км. Витік знаходиться в масиві Оравська Магура (геоморфологічна підодиниця Кубінська-Голя; схил гори Чєрни-Врх) — на висоті близько 1190 метрів. Протікає територією міста Дольний Кубін (частина Мокрадь).
Впадає в Ораву на висоті приблизно 480 метрів.